# 10th Frame
10th Frame (hrv. deseti okvir) ime je za videoigru u kojoj igraju simuliranu igru kuglanja u tri dimenzije. Igru je stvorila tvrtka Access Software 1986. godine nakon uspješne igre Leaderboard Golf. U igri moglo je sudjelovati i do 8 igrača, te su postojale tri razine teškoće: djeca (kids), amateri (amateur), i profesionalci (professional).

## Opis igre
10th Frame je sportska simulacija kuglanja koja se odvijala u prvom licu; pogled igrača bila iza lopte dok su čunjevi bili prikazani na vrhu ekrana u tri dimenzije. Igrač je mogao ići lijevo ili desno, dok je jačina bacanja kugle bila upravljana pritiskanjem tipke za pucanje na igračoj palici ili na tipku na tipkonici čija uloga je bila namijenjena za to. Ovisno o koliko dugo je ta tipka bila držana je kolerilalo sili kojom se bacala kugla u igri.  Jačinu bacanja bila je označena s mjerliom koje se pojavljivalo na zaslonu i koje je raslo ili smanjivalo ovisno o držanju tipke koja je otpuštala kuglu. Mjesto gdje je kugla bila usmjerena bila je označena s križićem na polju igre (zaslonu). Sudionik u igri mogao/mogla je također zavrtjeti kuglu, što je u igri uvelo određenu složenost.

## Platforme
Igra ja bila prenesena na sljedeće platforme:
- Amstrad CPC
- Atari ST
- Commodore 64
- DOS
- MSX
- ZX Spectrum

Postojali su planovi za inačicu za Nintendo Entertainment System koja je kasnije bila poništena.